# Hawarden (Iowa)
Pour les articles homonymes, voir Hawarden.
La ville américaine de Hawarden est située dans le comté de Sioux, dans l’État de l’Iowa. Lors du recensement de 2010, sa population s’élevait à 2 546 habitants.

## Source
- (en) Cet article est partiellement ou en totalité issu de l’article de Wikipédia en anglais intitulé « Hawarden, Iowa » (voir la liste des auteurs).